# خسوف القمر أكتوبر 2004
| الخسوف الكلي للقمر 27-28 أكتوبر 2004                                                                              | الخسوف الكلي للقمر 27-28 أكتوبر 2004 |
| --- | ------------------------------------ |
| التقطت الصورة أعلاه بكاميرا فريد إسبيناك في الساعة 3:03 بالتوقيت العالمي، من دونكيرك، ماريلاند، الولايات المتحدة. |                                      |
| مسار القمر عبر ظل الأرض.                                                                                          |                                      |
| دورة ساروس | 136 (19 من 72)                       |
| غاما | 0.2846                               |
| مقدار الخسوف | +1.3132                              |
| المدة (hr: mn: sc)                                                                                                |                                      |
| الكلي | 1:20:29                              |
| جزئي | 3:38:41                              |
| شبه الظل | 5:53:46                              |
| التوقيت (UTC) |                                      |
| P1 | 0:07:17                              |
| U1 | 1:14:45                              |
| U2 | 2:23:51                              |
| الأعظم | 3:04:07                              |
| U3 | 3:44:20                              |
| U4 | 4:53:26                              |
| P 4 | 6:01:03                              |
| حركة القمر بالساعة عبر ظل الأرض في كوكبة برج الحمل.                                                               |                                      |

حدث خسوف كلي للقمر في 28 أكتوبر 2004، وهو الثاني من خسوفين كليين حدثا للقمر في عام 2004، وكان الأول في 4 مايو 2004. كان هذا أول خسوف للقمر يحدث خلال إحدى مباريات بطولة كأس العالم. حدث ذلك قبل 5.6 أيام من الأوج (نقطة الأوج في 2 نوفمبر 2004)، وكان القمر على بعد 10.1 يومًا من الحضيض و5.6 أيام قبل الأوج.

## الرؤية
كان هذا الكسوف ظاهرًا بوضوح في كل أمريكا الشمالية والجنوبية، وكان مرئيًا من معظم أوروبا وأفريقيا.

## خسوفات وكسوفات أخرى

### خسوفات وكسوفات 2004
- كسوف جزئي للشمس في 19 أبريل.
- خسوف كلي للقمر في 4 مايو.
- كسوف جزئي للشمس في 14 أكتوبر.
- خسوف كلي للقمر في 28 أكتوبر.

### دورة السنة القمرية
وهي الثالثة من أربع دورات في السنة القمرية، وتتكرر كل 354 يومًا.
| خسوفات القمر 2002–2005 | خسوفات القمر 2002–2005 | خسوفات القمر 2002–2005 | خسوفات القمر 2002–2005 | خسوفات القمر 2002–2005 | خسوفات القمر 2002–2005 | خسوفات القمر 2002–2005 | خسوفات القمر 2002–2005 | خسوفات القمر 2002–2005 |
| ---------------------- | ---------------------- | ---------------------- | ---------------------- | ---------------------- | ---------------------- | ---------------------- | ---------------------- | ---------------------- |
| عقدة هابطة             | عقدة هابطة             | عقدة هابطة             | عقدة هابطة             |                        | عقدة صاعدة             | عقدة صاعدة             | عقدة صاعدة             | عقدة صاعدة             |
| دورة ساروس             | التاريخ                | النوع                  | غاما                   | دورة ساروس             | التاريخ                | النوع                  | غاما                   |                        |
| 111                    | 2002 مايو 26           | خسوف شبه الظل          | 1.1759                 | 116                    | 2002 نوفمبر 20         | خسوف شبه الظل          | -1.1127                |                        |
| 121                    | 16 مايو 2003           | خسوف جزئي              | 0.4123                 | 126                    | 2003 نوفمبر 09         | خسوف جزئي              | -0.4319                |                        |
| 131                    | 04 مايو 2004           | خسوف جزئي              | -0.3132                | 136                    | 28 أكتوبر 2004         | خسوف جزئي              | 0.2846                 |                        |
| 141                    | 24 أبريل 2005          | خسوف شبه الظل          | -1.0885                | 146                    | 17 أكتوبر 2005         | خسوف كلي               | 0.9796                 |                        |
|                        |                        |                        |                        |                        |                        |                        |                        |                        |
| آخر المجموعة           | 24 يونيو 2002          | 24 يونيو 2002          | 24 يونيو 2002          | آخر المجموعة           | 30 ديسمبر 2001         | 30 ديسمبر 2001         | 30 ديسمبر 2001         |                        |
|                        |                        |                        |                        |                        |                        |                        |                        |                        |
| المجموعة التالية       | 14 مارس 2006           | 14 مارس 2006           | 14 مارس 2006           | المجموعة التالية       | 07 سبتمبر 2006         | 07 سبتمبر 2006         | 07 سبتمبر 2006         |                        |

### دورة ساروس
هذا الكسوف هو جزء من دورة ساروس 136، والأول من الدورة التي تمر عبر مركز ظل الأرض. سيكون الخسوف التالي في 8 نوفمبر 2022. يتداخل مع دورة ساروس 143. سيحدث أكبر خسوف في 21 أبريل 2293، وستستمر مدته 101 دقيقة و23.5 ثانية.
- سيحدث آخر خسوف كلي للقمر في 7 يوليو 2419
- سيحدث آخر خسوف جزئي للقمر في 3 أكتوبر 2563.
- سيحدث الخسوف النهائي للقمر في دورة ساروس 136 في الأول من يونيو عام 2960.

### دورة Metonic
هذا الخسوف هو الثالث من بين أربع خسوفات للقمر في دورة Metonic في نفس التاريخ، 28-29 أكتوبر، يفصل ما بينهما 19 عامًا:
| دورة Metonic: 4 مايو و28 أكتوبر | |
| العقدة الهابطة | العقدة الصاعدة |
| --- | --- |
| 1. 1966 May 4 [الإنجليزية] - خسوف شبه الظل (111) 2. 1985 May 4 [الإنجليزية] - خسوف جزئي (121) 3. خسوف القمر مايو 2004 - خسوف جزئي (131) 4. 2023 May 5 - خسوف شبه الظل (141) | 1. 1966 Oct 29 [الإنجليزية] - خسوف شبه الظل (116) 2. 1985 Oct 28 [الإنجليزية] - خسوف جزئي (126) 3. خسوف القمر أكتوبر 2004 - خسوف جزئي (136) 4. 2023 Oct 28 - خسوف كلي (146) 5. 2042 Oct 28 [الإنجليزية] - خسوف شبه الظل (156) |
| | |

## معرض الصور

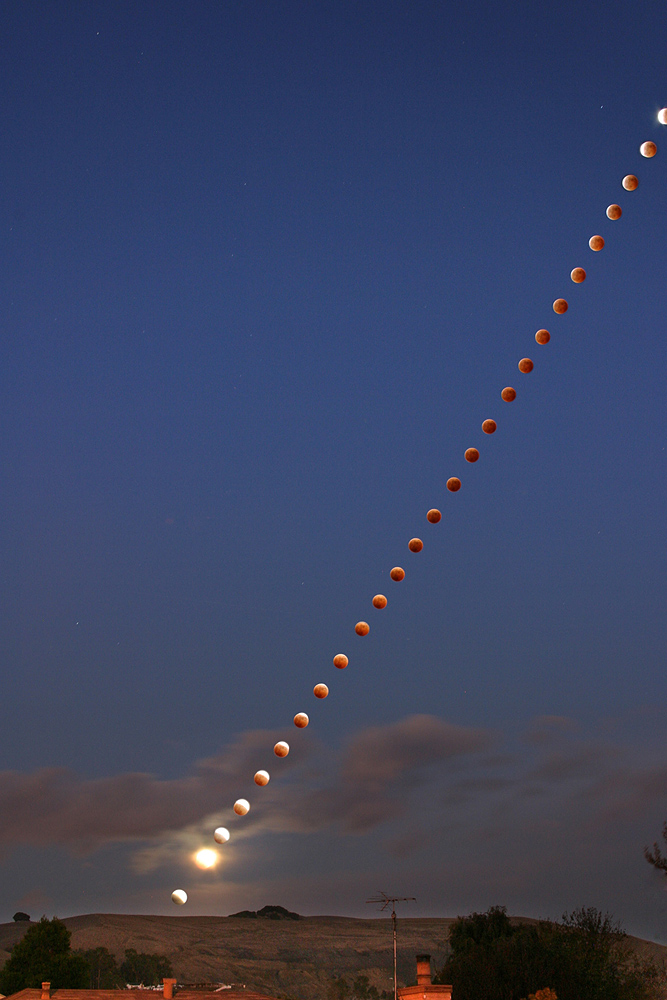
تصوير اختزال الزّمن من هايوارد، كاليفورنيا
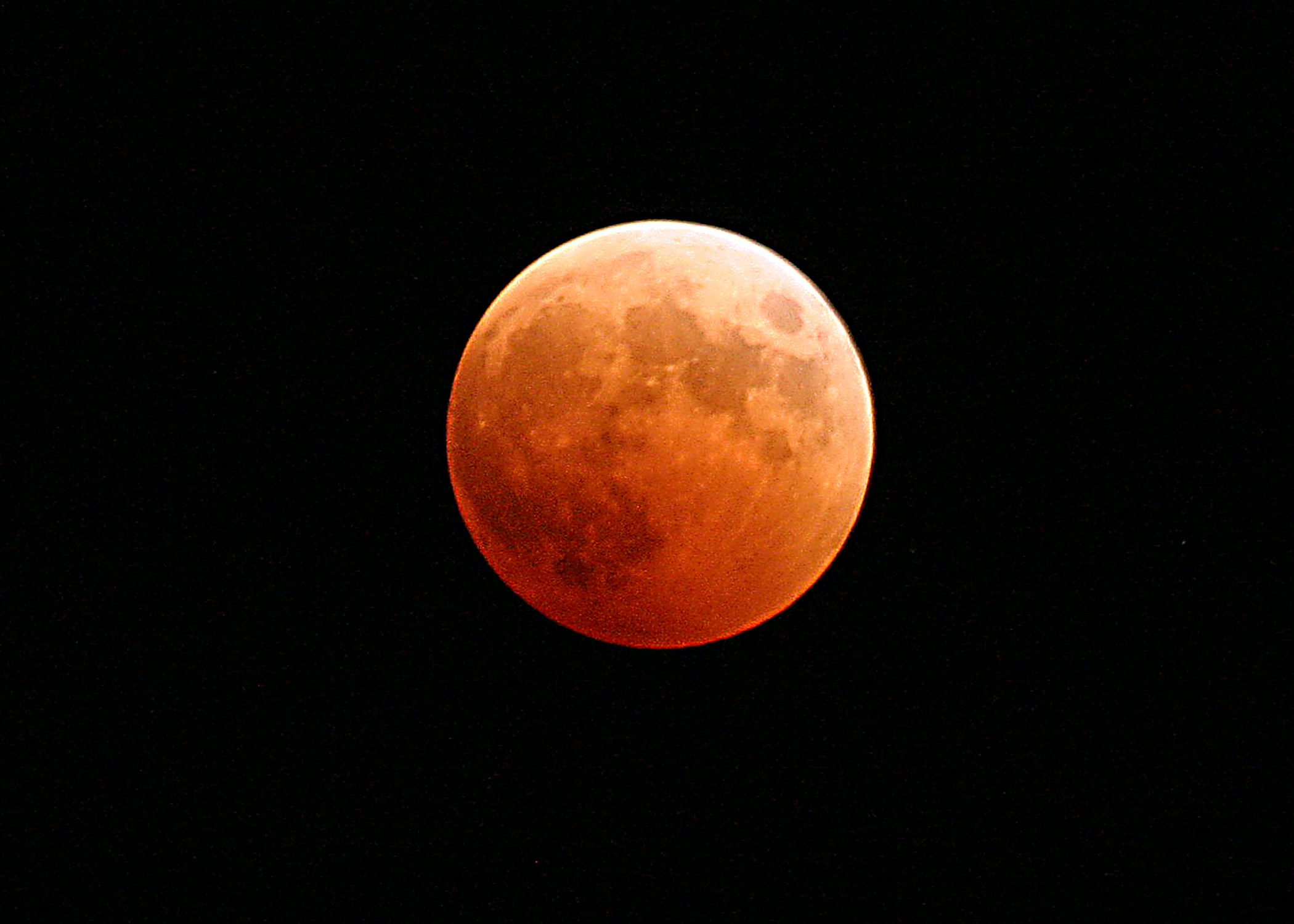
أولت فيلد، واشنطن، 2:29 بتوقيت جرينتش
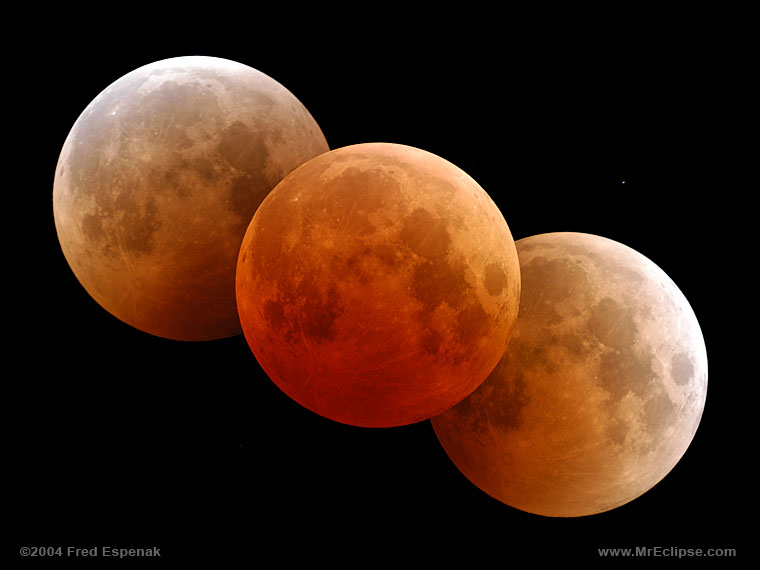
دونكيرك، ماريلاند، 3:03 UT
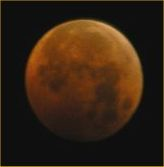
من Kiuruvesi، فنلندا، 3:21 UT
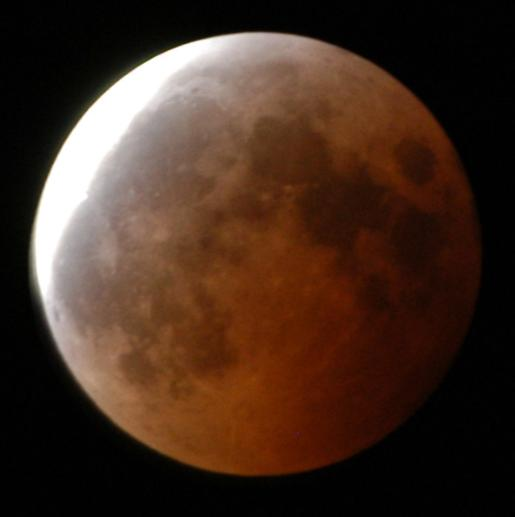
سياتل، واشنطن نهاية المجموع، 3:43 بالتوقيت العالمي
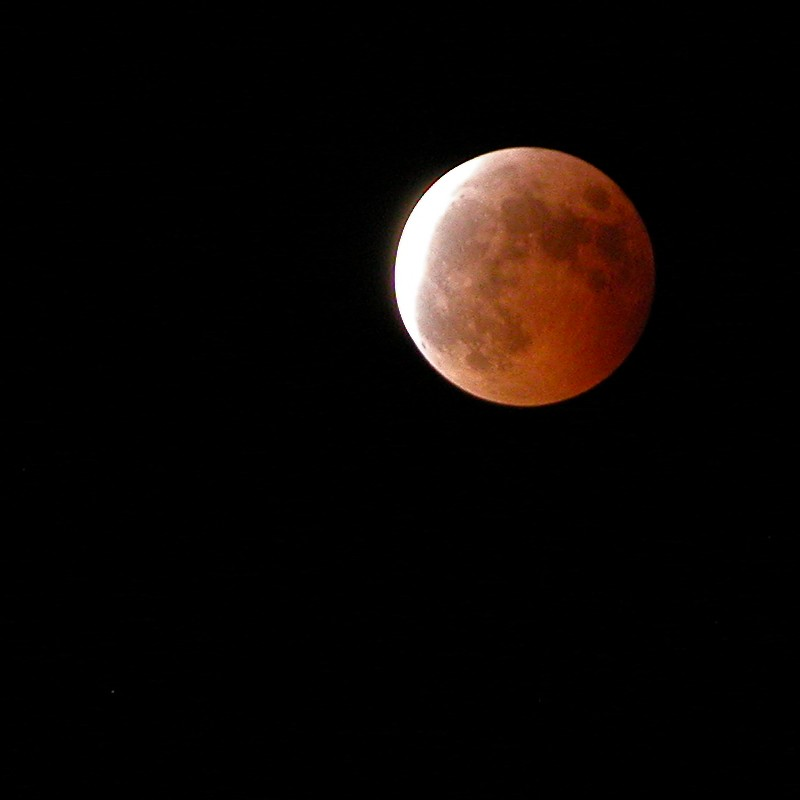
بلفيو، واشنطن، 3:51 بالتوقيت العالمي
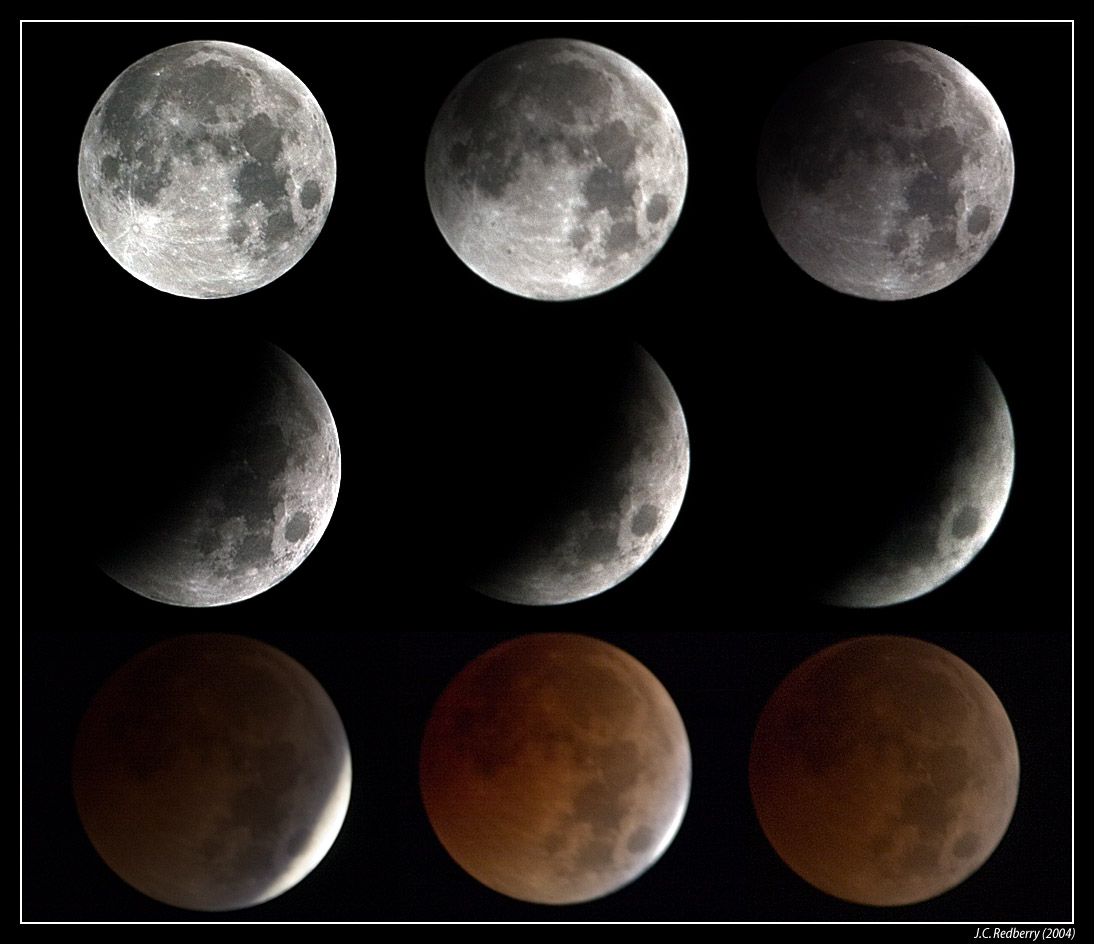
صورة متتابعة من لاكورونيا، إسبانيا

## روابط خارجية
- وكالة ناسا:
  - الخسوف الكلي للقمر في 27 أكتوبر 2004
  - دورة ساروس 136
- معرض خسوف القمر
- تصوير واد بي كلارك جونيور بالقرب من ليمان، واشنطن، الولايات المتحدة الأمريكية
- Spaceweather.com: معرض خسوف القمر